# Feldjägerregiment 1
Koordinaten: 52° 33′ 24″ N, 13° 19′ 10″ O
Das Feldjägerregiment 1 (FJgRgt 1) wurde zum 1. Oktober 2013 im Rahmen der Neuausrichtung der Bundeswehr als eines von insgesamt drei Feldjägerregimenter neu aufgestellt. Es ist in der Julius-Leber-Kaserne in Berlin-Wedding stationiert.

## Geschichte
Das neue Feldjägerregiment 1 (FJgRgt 1) tritt in die Tradition des zum 30. September 2013 aufgelösten Feldjägerbataillon 350. Das Feldjägerbataillon 350 war ein Teil des Standortkommandos Berlin der Bundeswehr. Die Aufgabengebiete des Standortkommandos Berlin waren breit gefächert und gingen von Bezirks- über Landesebene bis hin zu Protokollarischen Diensten (Diplomatie und Politik). Bei den Aufgaben konnte es sich z. B. um militärische Ordnungsdienste, militärische Verkehrsdienste, Wahrnehmung von Sicherheitsaufgaben oder um Einsätze bei unfriedlichen Menschenansammlungen handeln. Die Unterstellung erfolgte unter das Kommando Feldjäger der Bundeswehr mit Sitz in Hannover.
Seit 1997 bestand zwischen dem Feldjägerbataillon und dem Bezirk Wedding eine Patenschaft. 2004 wurde die bestehende Patenschaft mit dem heutigen Bezirk Berlin-Mitte erneuert.
Das Feldjägerbataillon 350 gliederte sich in vier Kompanien mit Standorten in Berlin (Julius-Leber-Kaserne) und in Storkow (Mark).
- 1./ FJgBtl 350 (Stabs- und Versorgungskompanie), Berlin
- 2./ FJgBtl 350 (BMVg), Berlin
- 3./ FJgBtl 350 (Feldjägerdienstkommando), Berlin
- 4./ FJgBtl 350 (Feldjägerdienstkommando), Storkow

Der Kommandeur des Kommandos Feldjäger der Bundeswehr, Brigadegeneral Udo Schnittker, führte am 26. September 2013 in Hannover die formale Außerdienststellung der Feldjägerbataillone und die Indienststellung der Feldjägerregimenter durch. Am 22. Mai 2018 kam mit der 13./FJgRgt 1 eine weitere Kompanie hinzu, in der die Kernaufgaben Personenschutz für besonders gefährdete Personen des BMVg und die Ehreneskorte der Bundeswehr gebündelt werden.

## Gliederung
Dem Feldjägerregiment 1 unterstehen folgende Kompanien.
- 1./FJgRgt 1 – Berlin (Stabs- und Versorgungskompanie)
- 2./FJgRgt 1 – Berlin (Dienstkommando am Bundesministerium der Verteidigung)
- 3./FJgRgt 1 – Berlin (Feldjägerdienstkommando)
- 4./FJgRgt 1 – Eckernförde (Feldjägerdienstkommando)
- 5./FJgRgt 1 – Neubrandenburg (Feldjägerdienstkommando)
- 6./FJgRgt 1 – Hamburg (Feldjägerdienstkommando)
- 7./FJgRgt 1 – Storkow (Mark) (Feldjägerdienstkommando)
- 8./FJgRgt 1 – Burg (Feldjägerdienstkommando)
- 9./FJgRgt 1 – Leipzig (Feldjägerdienstkommando)
- 13./FJgRgt 1 – Berlin (Sonderaufgaben Personenschutz für das BMVg und Ehreneskorte)

Ergänzungstruppenteile:
- 10./FJgRgt 1 (ErgTrTl 1)
- 11./FJgRgt 1 (ErgTrTl 1)
- 12./FJgRgt 1 (ErgTrTl 1)

## Kommandeure (Auswahl)
- Oberst Carsten Bullwinkel: Oktober 2013 bis Dezember 2014
- Oberstleutnant/Oberst Uwe Staab: Dezember 2014 bis Oktober 2019
- Oberstleutnant/Oberst Andreas Reitz: Oktober 2019 bis 2024
- Oberst Sabastian Kothanikkel: ab 2025[5]